# Termas de Reyes
Termas de Reyes es un paraje del departamento Doctor Manuel Belgrano en la provincia de Jujuy, en el extremo norte de Argentina, a la vera del río Reyes, distante 19 kilómetros de San Salvador de Jujuy, cerca del ingreso a la Quebrada de Humahuaca. La localidad es reconocida por sus aguas termales y  hoteles.

## Historia
Su nombre es atribuido a la concurrencia de los curacas (reyes) atacameños desde varios siglos antes de que la región fuera descubierta y conquistada por los españoles.
Más recientemente, el poblamiento de inició en la década de 1930, cuando en 1932 un inmigrante italiano de apellido Mazueli, se instaló en el lugar. Pocos años después, en 1938, se construyó un complejo hotelero bajo el nombre de Gran Hotel Casino Termas de Reyes, uno de los pocos establecimientos hoteleros de importancia que existían fuera de Buenos Aires. En 1946 el hotel fue expropiado por el Estado nacional y entregado a la Fundación Eva Perón para instalar en él un hogar-escuela para niños huérfanos. En 1955 el Estado cerró el hogar-escuela y lo transfirió al municipio, que lo entregó en concesión a la iniciativa privada sin éxito, debido a lo cual fue abandonado.
En 2002 el gobierno provincial entregó el hotel en comodato por diez años, al empresario transportista Albino Pederiva, que realizó una fuerte inversión para reacondicionar las instalaciones. En 2017, el gobernador Gerardo Morales, anuló el comodato debido al vencimiento del plazo.
El hotel aparece en el reverso del billete de 50 Pesos Ley 18.188

## Sismicidad
La sismicidad del área de Jujuy es frecuente y de intensidad baja, y un silencio sísmico de terremotos medios a graves cada 40 años.
- Sismo de 1863: aunque dicha actividad geológica catastrófica, ocurre desde épocas prehistóricas, el terremoto del 4 de enero de 1863 (162 años),[5] señaló un hito importante dentro de la historia de eventos sísmicos jujeños, con 6,4 Richter. Pero nada cambió extremando cuidados y/o restringiendo códigos de construcción.[4]
- Sismo de 1948: el 25 de agosto de 1848 (176 años) con 7,0 Richter, el cual destruyó edificaciones y abrió numerosas grietas en inmensas zonas[5][4]
- Sismo de 2009: el 6 de noviembre de 2009 (15 años) con 5,6 Richter